# تابلوهای نمایشگاه

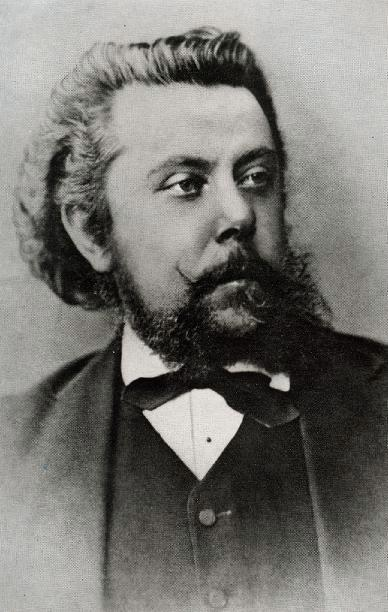
مودست موسورگسکی

 تابلوهای نمایشگاه (روسی: Картинки с выставки – Воспоминание о Викторе Гартмане Kartínki s výstavki – Vospominániye o Víktore Gártmane تصاویر از نمایشگاه به یاد ویکتور هارتمن؛ فرانسوی: Tableaux d'une exposition‎) سوئیتی برای پیانو در ده موومان است که توسط آهنگساز روس مودست موسورگسکی در سال ۱۸۷۴ میلادی تصنیف گردیده است.
تابلوهای نمایشگاه شناخته‌شده‌ترین ساختهٔ موسورگسکی برای پیانو است. زمانی که آهنگ‌ساز فرانسوی، موریس راول در سال ۱۹۲۲ این کار را برای ارکستر تنظیم کرد، به شهرت تابلوهای نمایشگاه افزوده شد. لئوپولد استوکوفسکی نیز تنظیم دیگری را از این کار فراهم آورده است.

## تاریخچهٔ تصنیف

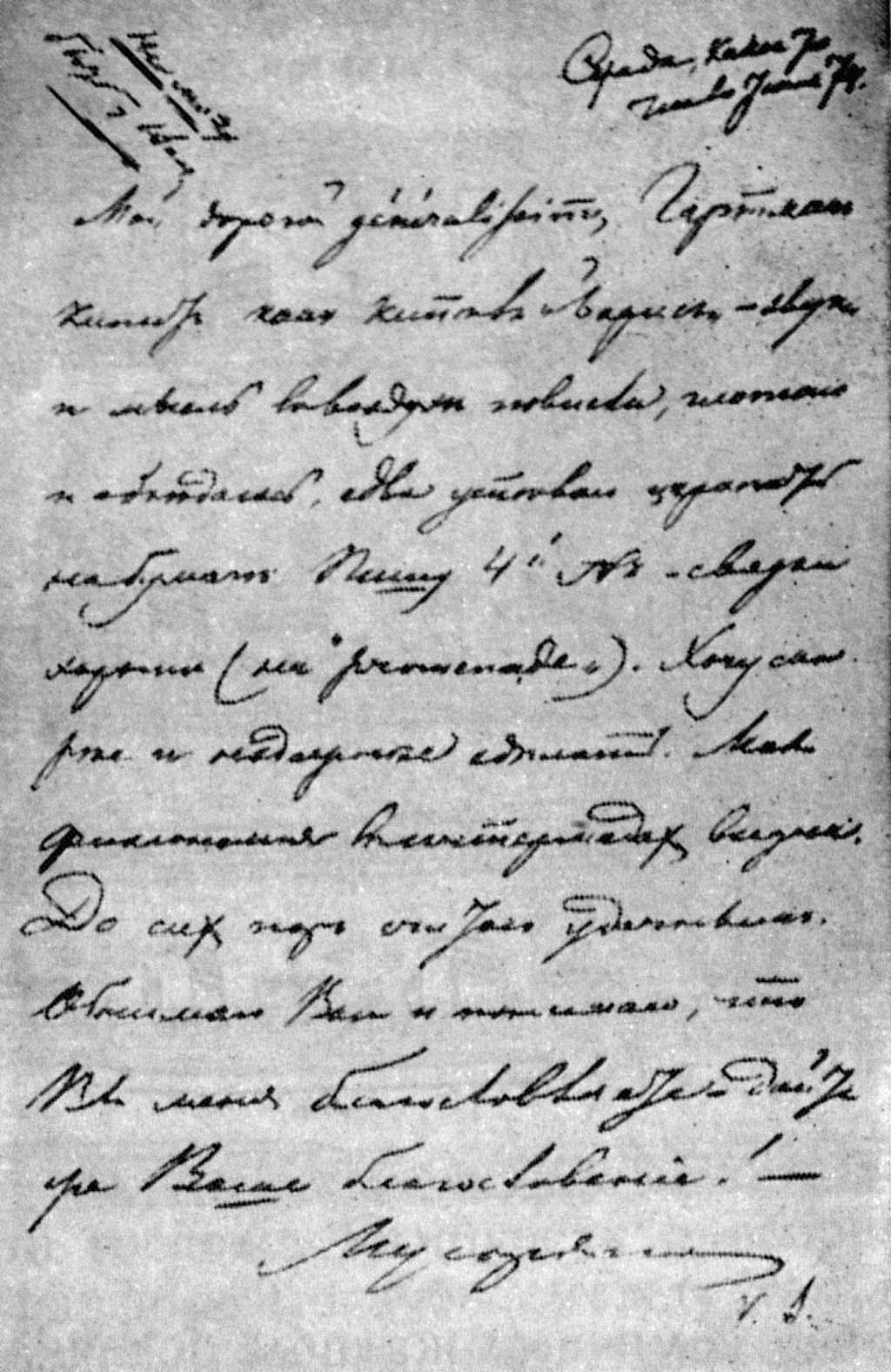
نامهٔ موسورگسکی به استاسوف به تاریخ ۱۲ ژوئن ۱۸۷۴، که در زمان ساخت تابلوهای نمایشگاه نوشته شده است

احتمالاً نخستین دیدار موسورگسکی و هنرمند و معمار، ویکتور هارتمان در سال ۱۸۷۰ میلادی انجام شده است. آن‌ها به سرعت دوستان نزدیکی گردیدند. دیدار آن‌ها احتمالاً توسط منتقد بانفوذ، ولادیمیر استاسوف که کار هر دویشان را با علاقه دنبال می‌کرد، ترتیب داده شده بوده است.
هارتمان در سال ۱۸۷۳ در اثر آنوریسم درگذشت. از دست دادن ناگهانی این هنرمند که تنها ۳۹ سال داشت، موسورگسکی و دیگر هنرمندان روس را در بهت فرو برد. چندی پس از مرگ هارتمان، استاسوف نمایشگاهی از کارهای آبرنگ و طراحی‌های وی را برای یادبودش برگزار کرد. بازدید از این نمایشگاه موسورگسکی را بر آن داشت تا رشته‌ای از قطعه‌های پیانو را به‌صورت سوییتی تصنیف کند. چندین سال بعد موریس راول این قطعه‌ها را برای ارکستر تصنیف کرد که حاصل کارش در تمام دنیا محبوب گشت.

## تاریخچهٔ انتشار

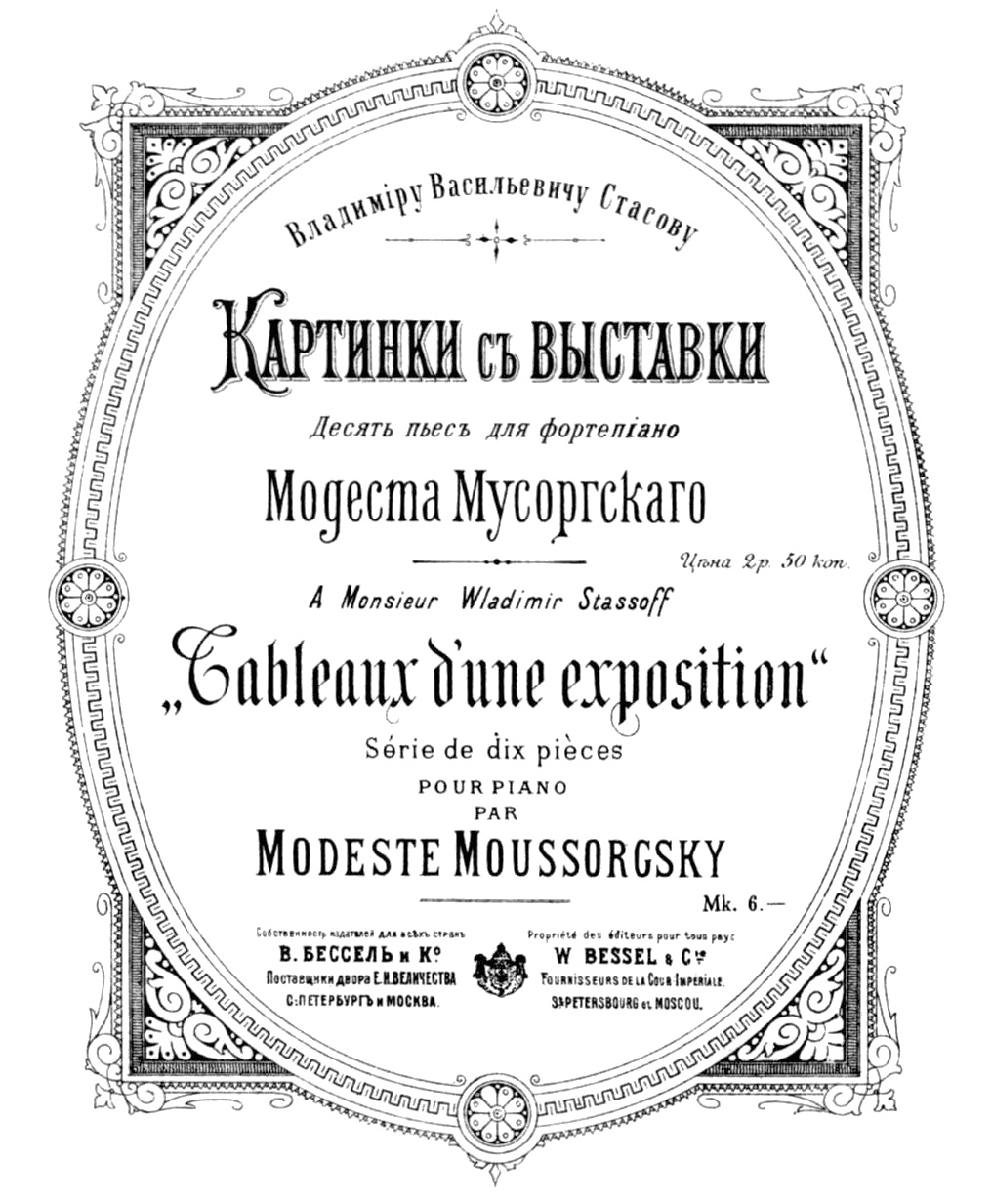
جلد نخستین ویرایش تابلوهای نمایشگاه

اگرچه تابلوهای نمایشگاه در زمان کوتاهی در ژوئن ۱۸۷۴ میلادی تصنیف شد، نخستین چاپ آن در سال ۱۸۸۶ میلادی، پنج سال پس از مرگ موسورگسکی، که بر اثر مصرف بیش از حد الکل روی داد، انجام گرفت. این ویرایش حاصل تلاش دوست نزدیک آهنگساز، نیکولای ریمسکی-کورساکف بود که البته لغزش‌هایی در آن وجود داشت.
تنها در سال ۱۹۳۱ میلادی، یعنی بیش از نیم قرن پس از تصنیف تابلوهای نمایشگاه بود که نسخهٔ دقیقی از آن همراه با دست‌نویس موسورگسکی منتشر شد.

## نگارخانهٔ تابلوهای هارتمن

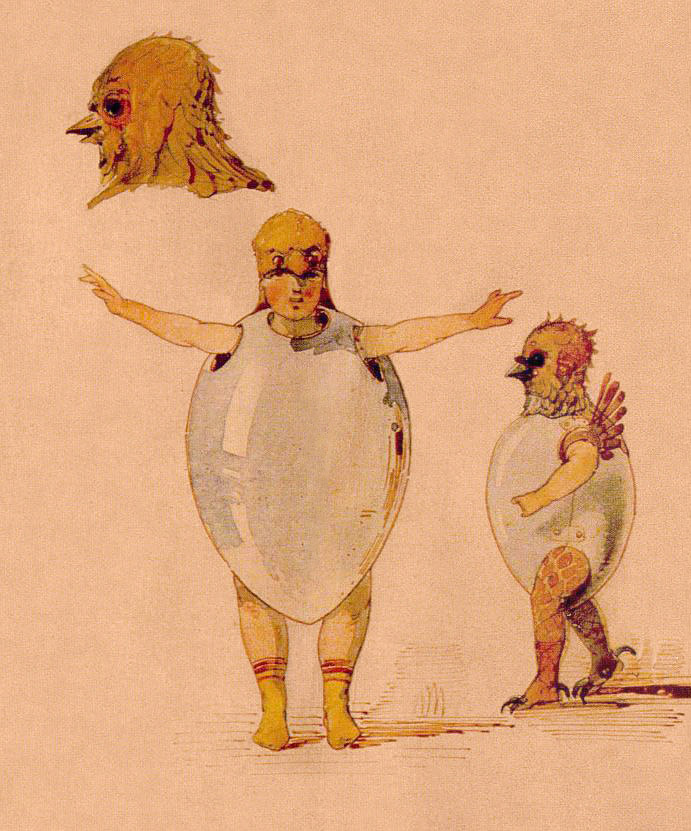
شمارهٔ ۵ طراحی لباس‌های تئاتر
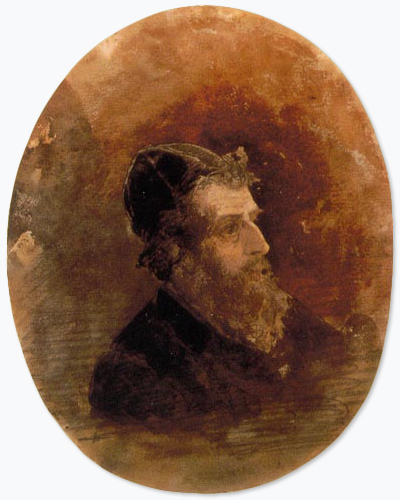
شمارهٔ ۶آ یهودی با کلاه خز
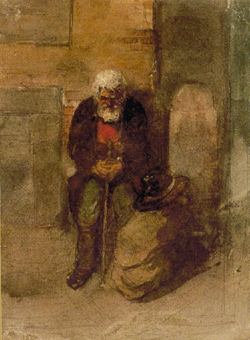
شمارهٔ ۶ب
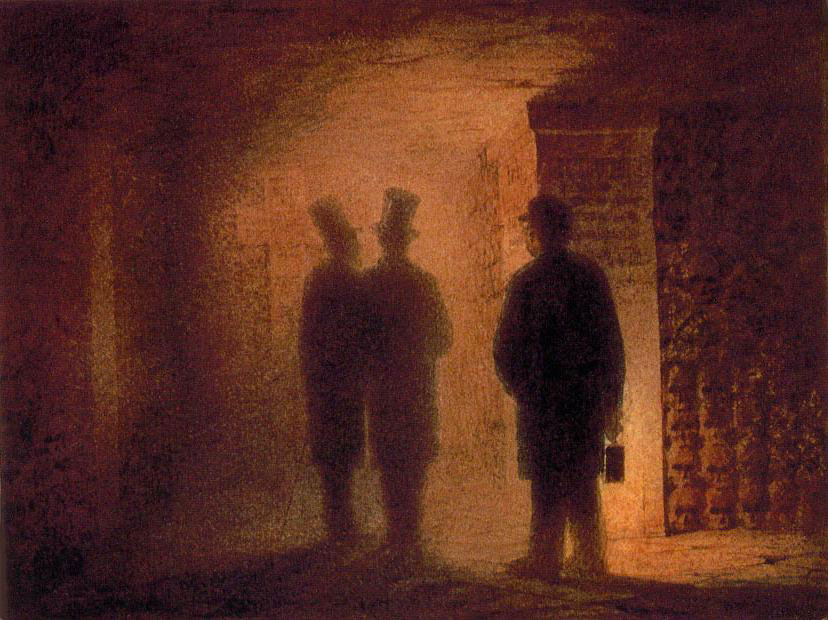
شمارهٔ ۸ دخمه‌های پاریس
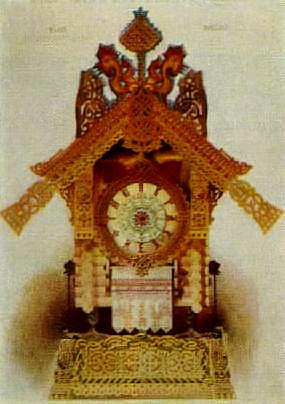
شمارهٔ ۹
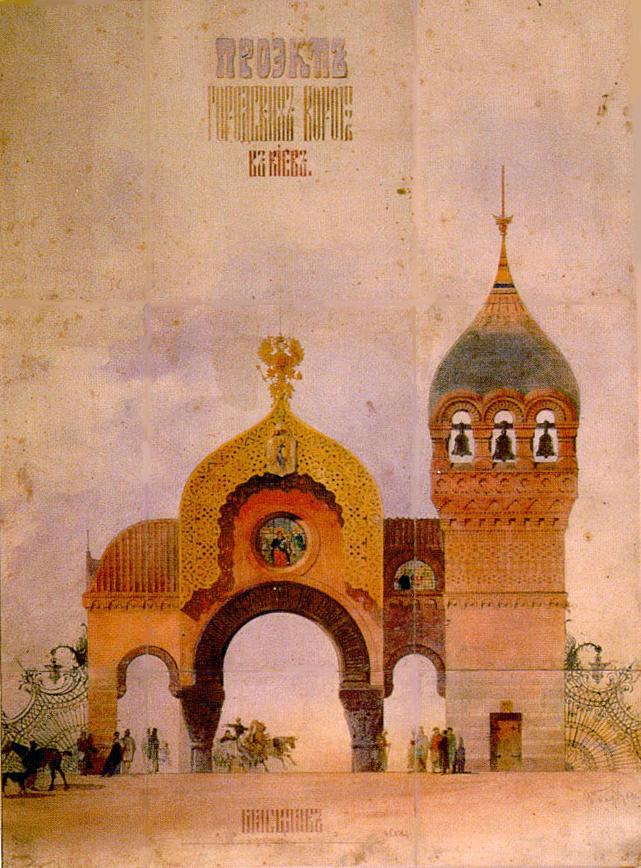
شمارهٔ ۱۰
پروژهٔ ورودی اصلی شهر کیف

## موومان‌ها
این کار از ده موومان تشکیل شده است که عبارتند از:
گردش در تالار نمایشگاه
شمارهٔ ۱«کوتوله»
شمارهٔ ۲«کاخ قدیمی»
شمارهٔ ۳«باغ‌های توئیلری»
شمارهٔ ۴«بیدلو»
شمارهٔ ۵«بالهٔ جوجه‌های سر از تخم درنیاورده»
شمارهٔ ۶«ساموئل گلدنبرگ و شموئیل»
شمارهٔ ۷«بازار لیموژ»
شمارهٔ ۸«دخمه»
شمارهٔ ۹«کلبه‌ای بر روی پاهای پرندگان»
شمارهٔ ۱۰«دروازهٔ بزرگ شهر کیف»